# إيميل هيسكي
إيميل هيسكي (بالإنجليزية: Emile Heskey)‏ ـ (مواليد 11 يناير 1978 في ليستر - إنجلترا) لاعب كرة قدم إنجليزي سابق لعب في مركز المهاجم كما يجيد اللعب في مركز الجناح الأيسر .

## مسيرته الكروية

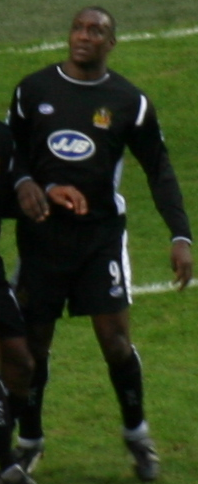
إيميل هيسكي

لعب إيميل هيسكي خلال مسيرته الاحترافية مع 7 أندية في أربعة وعشرون موسمًا وسجل خلالها 131 هدف ضمن 632 مباراة. حيث فاز في موسم واحد بالكأس ولم يفز بأي دوري.
خاض إيميل هيسكي مسيرته مع نادي ليستر سيتي في موسم 1994–95 ليلعب معه ستة مواسم، مشاركًا في 154 مباراة سجل خلالها 40 هدف. ثم انتقل إلى نادي ليفربول في موسم 1999–00 ليلعب معه خمسة مواسم، حيث شارك في 150 مباراة سجل خلالها 39 هدفًا. لينتقل بعدها إلى نادي برمنغهام سيتي في موسم 2004–05 ولمدة موسمين، مشاركًا في 68 مباراة سجل خلالها 14 هدفًا. ثم انتقل إلى نادي ويغان أتلتيك في موسم 2006–07 واستمر معه طيلة ثلاثة مواسم، مشاركًا في 82 مباراة سجل خلالها 16 هدفًا. هذا وانتقل لاحقًا إلى نادي أستون فيلا في موسم 2008–09 ليلعب معه أربعة مواسم، مشاركًا في 91 مباراة سجل خلالها 9 أهداف. ثم انتقل بعدها إلى نادي نيوكاسل يونايتد جتس في موسم 2012–13 ولمدة موسمين، مشاركًا في 42 مباراة سجل خلالها 10 أهداف. ليعود وينتقل من جديد، لكن هذه المرة إلى نادي بولتون واندررز في موسم 2014–15 ولمدة موسمين، مشاركًا في 45 مباراة سجل خلالها 3 أهداف.

## وصلات خارجية
- إيميل هيسكي على موقع الاتحاد الدولي (مؤرشف)  (الإنجليزية)
- إيميل هيسكي على موقع الاتحاد الأوربي (الإنجليزية)
- إيميل هيسكي على موقع قاعدة بيانات كرة القدم.إي يو (الإنجليزية)
- إيميل هيسكي على موقع ناشيونال فوتبول تيمز (الإنجليزية)
- إيميل هيسكي على موقع Soccerbase.com (لاعب) (الإنجليزية)
- إيميل هيسكي على موقع Soccerway.com (الإنجليزية)
- إيميل هيسكي على موقع عالم كرة القدم.نت (الإنجليزية)
- إيميل هيسكي على موقع كووورة